# マリアン・ングアビ大学
マリアン・ングアビ大学 (英語：Marien Ngouabi University 、フランス語：Université Marien Ngouabi 、略記：UMNG) は、コンゴ共和国で唯一の国立大学である。コンゴ共和国の首都であるブラザヴィルに置かれている。

## 歴史
マリアン・ングアビ大学は、1971年12月4日にブラザウィル大学として設立された。当大学設立に当たっては、コンゴ共和国の独立権を主張する思惑があったといわれる。1977年3月18日に、コンゴ共和国の大統領であったマリアン・ングアビが暗殺されると、同大学はングアビ元大統領に因んで1977年7月28日にマリアン・ングアビ大学へと改名を行った。